# Patricia Schwarzgruber
Patricia Schwarzgruber, bürgerlich Patricia Schwarzgruber López (* 12. November 1982 in Caracas) ist eine venezolanische Schauspielerin. 

## Leben
Ihre Karriere begann 1994 im Alter von 11 Jahren mit ihrer Rolle in der Kinderserie El club de Los Tigritos. Sie hat seither fast ausschließlich in Fernsehserien mitgearbeitet. 2008 heiratete sie den Schauspieler Jonathan Montenegro. Am 18. Juli 2010 hat sie eine Tochter zur Welt gebracht.

## Filmografie (Auswahl)
- 1994: El club de Los Tigritos, Fernsehserie
- 1999: El poder de géminis, Fernsehserie
- 1999: El super club de los tigritos, Fernsehserie
- 1999: Rugemania, Fernsehserie
- 2000: Compartiendo el destino, Fernsehserie
- 2001: Atómico, Fernsehserie
- 2004: Sabor a ti, Fernsehserie
- 2005: Se solicita príncipe azul, Fernsehserie
- 2006: Voltea pa’ que te enamores, Fernsehserie